# Tomasz Dolecki
Tomasz Dolecki (ur. 1962 w Warszawie) – działacz opozycji demokratycznej w PRL. Współpracownik wydawnictw tzw. „drugiego obiegu” w latach 1981–1989. Więzień polityczny PRL. Redaktor, wydawca, dokumentalista.
Jest synem poety Zbigniewa Doleckiego. Ukończył filologię klasyczną na Uniwersytecie Warszawskim.

## Działalność opozycyjna
Od 1982 do 1985 r. był współpracownikiem Komitetu Oporu Społecznego – „KOS”, a od 1982 do 1989 r. współpracownikiem podziemnego Wydawnictwa „Przedświt”. Współuczestniczył również w innych podziemnych inicjatywach wydawniczych. Organizował ogólnopolski kolportaż podziemny. Był aresztowany od czerwca do listopada 1985 r. W 1988 r. został zatrzymany na 48 godzin i ukarany przez kolegium ds. wykroczeń.
Jest autorem około tysiąca fotografii i nagrań dokumentujących wydarzenia społeczne ostatnich lat PRL. W wyborach 4 czerwca 1989 r. – jako jeden z kilku w kraju – był mężem zaufania „Solidarności” (J. Kaczyńskiego) w komisji wyborczej na terenie jednostki wojskowej – Ośrodka Szkolenia Wojsk Lądowych w Elblągu.

## Działalność w III RP
Po 1989 redaktor zalegalizowanego Wydawnictwa „Przedświt” oraz innych wydawnictw. Wydawca i przedsiębiorca. Członek Stowarzyszenia Wolnego Słowa.

## Odznaczenia
- 1998: Odznaka „Zasłużony Działacz Kultury”,
- 2009: Krzyż Kawalerski Orderu Odrodzenia Polski,
- 2016: Odznaka honorowa „Działacza opozycji antykomunistycznej lub osoby represjonowanej z powodów politycznych”,
- 2017: Krzyż Wolności i Solidarności.
- 2022: Medal Stulecia Odzyskanej Niepodległości[1]
- 2023: Medal „Pro Patria”[2]